# Hohe Heide (Fichtelgebirge)
Die Hohe Heide (alte Schreibweise Haide) ist ein langgezogener, dicht bewaldeter Bergrücken im Fichtelgebirge (Nordostbayern), westlich dem Schneeberg vorgelagert.
Naturräumlich gehört sie zur Haupteinheit Hohes Fichtelgebirge (394). Seit September 2010 existiert ein vorläufiger Neuentwurf der Naturräume Nordostbayerns, laut der die Hohe Heide zu einer feiner gefassten Untereinheit  Hohes Fichtelgebirge (im engeren Sinne) gezählt wird.

## Geographie
Unter Hohe Heide im engeren Sinn versteht man heute das teilweise sumpfige Hochplateau rund um die höchste Erhebung, die gleichnamige Hohe Heide (848 m ü. NN). Nordwestlich davon liegt der Wetzstein (799 m ü. NN) mit dem geschützten Geotop Wetzsteinfelsen (793 m ü. NN) und davon nördlich Vorderer Kapf (708 m ü. NN) und Rödelberg (688 m ü. NN).
Die Ortschaften Bischofsgrün und Gefrees liegen an der Hohen Heide. 
Zu Beginn des 14. Jahrhunderts wurde das Gebiet „Wizzenheide“ (Weiße Heide) genannt.

## Gewässer
Am Nordhang der Hohen Heide liegen die Quellen von Eger und Kornbach, am Südfuß fließt der Weiße Main vorbei. Im Waldgebiet liegt der sagenumwobene Jesusbrunnen.

## Straßenverbindung
Südlich begrenzt die Bundesstraße 303 (Fichtelgebirgsstraße), nördlich die Staatsstraße Nr. 2180 den Bergrücken. Westlich des Waldgebietes verläuft die Kreisstraße BT4 Bischofsgrün – Gefrees, östlich die Kreisstraße BT13/WUN1 Bischofsgrün – Weißenstadt. Bis 1750 verlief in West-Ost-Richtung die Altstraße Markgrafenweg über das Hochplateau.

## Geschichte
Ursprünglich teilte man das südwestliche Fichtelgebirge in zwei Heiden (Weideland) auf: Die hier beschriebene Hohe Heide westlich des Schneeberg- und die Königsheide südlich des Ochsenkopf-Massivs, östlich der Warmen Steinach auch Nasse Heide genannt. Die Nasse Heide wird heute, nach ihrer höchsten Erhebung Kreuzstein (838 m ü. NN), auch Kreuzsteingruppe genannt. In ihr entspringen u. a. die Flüsse Haidenaab und Tauritzbach, sie wird im Osten begrenzt durch die Fichtelnaab.
Historisch gesehen gelten diese Bezeichnungen auch heute noch, da im Jahre 1542 Caspar Brusch ein Buch über das Fichtelgebirge schrieb und (ohne historischen Hintergrund) nur das Gebiet zwischen Ochsenkopf und Weidenberg als „Königsheide“ bezeichnete.

## Landkarten
- Fritsch Wanderkarte Naturpark Fichtelgebirge und Steinwald Nr. 52, Maßstab 1:50.000